# Château de Corbeville (Orsay)
Ne doit pas être confondu avec le château de Corbeville à Saint-Martin-des-Champs, Yvelines.
 (décembre 2017).
Le domaine de Corbeville situé sur la commune d’Orsay, en France, s'étend, d'est en ouest, au nord du quartier du Guichet, sur le haut du coteau de la Troche en bordure du plateau de Saclay et le long des pentes boisées qui descendent jusqu'à l'actuelle route nationale 118. Le château avec ses quatre tourelles et son imposante toiture est visible au-dessus des arbres à partir de la vallée.

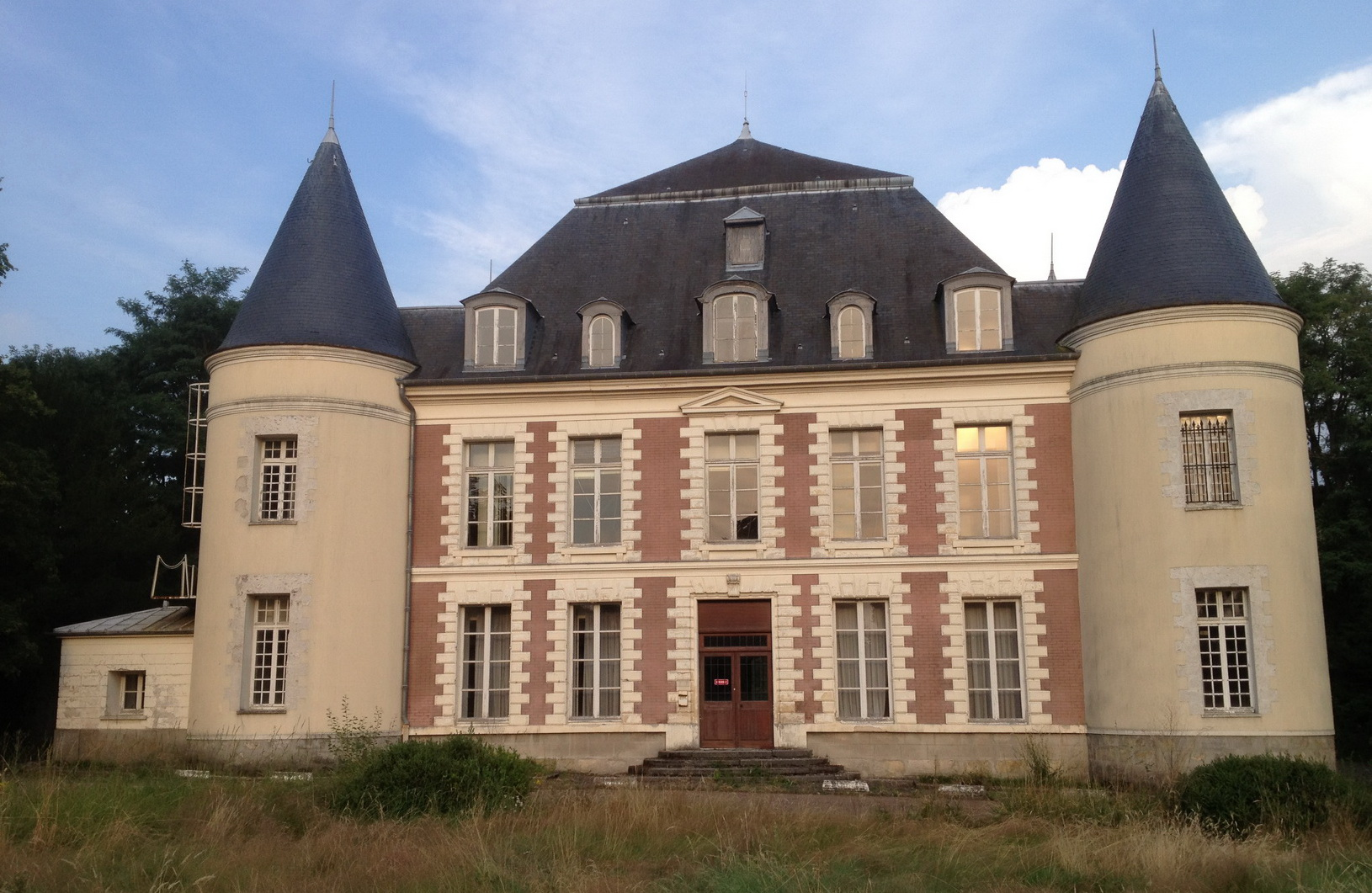
Le château de Corbeville, Orsay.

## Origines du domaine et du château de Corbeville
Le domaine de Corbeville et son château n’apparaissent dans l’histoire qu’au tout début du XVIe siècle. C’est un château résidentiel, qui n’a aucun rôle dans la défense des abords d’Orsay. Alors propriété de messire Isaac Arnauld, conseiller au Conseil d'État et privé du roi Henri IV, intendant des Finances, et de Marie Perrin son épouse, ce château semble avoir été édifié vers 1520 par une aïeule de Marie Perrin d'après l'inscription gravée sur une pierre apposée sur l'un des murs, et dont le texte évoque avec beaucoup de tendresse la mémoire de l'épouse que le sieur Arnauld venait de perdre.
À cette époque, le château n'était composé que d'un pavillon qui fut doublé vers 1590 par Isaac Arnauld, chaque moitié étant surmontée d'une toiture séparée comme celle de deux maisons jumelles. Après l'avoir sollicitée, le propriétaire recevait le 31 mars 1605 du seigneur d'Orsay l'autorisation « d'édifier quatre tourelles pour augmenter son logis, avoir des cabinets et garde-robes et pour la sûreté vis-à-vis des bois taillis qui l'entourent en ce lieu écarté... ». Le célèbre graveur et topographe d'Henri IV, Claude Chastillon, représentait la « maison plate de Corbeville en Hurepois » dans sa Topographie française flanquée de quatre tours. Son fils, également prénommé Isaac, mais souvent appelé Pierre ou Pierre-Isaac, en conserva sans doute la propriété quelques années. Sa carrière militaire ne lui laissait peut-être pas le loisir de résider à Corbeville.
En décembre 1631, le domaine était acheté par Pierre Mérault, écuyer et secrétaire du roi. Il mourut sans descendance en 1668 et Corbeville passa en 1675 à l'un de ses neveux, Abel de Sainte-Marthe.
L'abbé Claude de Sainte-Marthe, aumônier infatigable des religieuses de Port-Royal des Champs, y fit de fréquents passages. Il se retira à Corbeville en 1679 et y mourut en 1690. Durant ces années, le château est resté un lieu inscrit dans la « mouvance » du Jansénisme. Pendant cette période, la physionomie des lieux fut un peu modifiée. Ainsi, vers 1660, la double toiture à égout central - structure habituelle à l'époque mais propice aux infiltrations - fut supprimée, et remplacée par le toit unique à l’aspect actuel. Puis, en 1682, fut accordée une permission royale d’irriguer les jardins par les eaux de la rigole longeant la bordure nord du domaine. Celle-ci drainait - et draine toujours - les eaux du plateau de Saclay. Ainsi, à la fin du XVIIe siècle, le domaine de Corbeville et son château avaient pratiquement acquis leur aspect général actuel.

## Corbeville auXVIIIesiècle
À partir de 1750 environ, la topographie du domaine commence à être connue par diverses représentations. Il existe un plan terrier du fief de Corbeville et du plus grand plan d’Orsay, conservé aux archives Municipales, tous deux signés d’Archangé et datant de 1749-1750. Au sud-est du château de Corbeville subsiste encore le Bois de La Troche avec ses vieux châtaigniers, qui a longtemps abrité une glacière, bien visible sur le plan d’Archangé et démolie en mars 1985, lors de l’édification d’une clôture. C’était une belle cave voutée en gros pavés de grès, surmontée d’une butte de terre, ouverte seulement par une toute petite entrée côté nord-est ; elle servait sans nul doute à conserver de la glace hivernale pour les sorbets des soirs de réception.
Au début du XVIIIe siècle, les occupants et propriétaires de Corbeville sont relativement mal connus. Après divers changements de propriétaires, le domaine fut acquis en 1770 par le baron et la baronne de Schomberg, qui s'y installèrent jusqu'à la Révolution. Jean Ferdinand César, baron de Schomberg, originaire d'une très noble famille allemande de Saxe, servait comme officier au Régiment Royal Allemand ; mis au chômage en 1771 à la suite de restrictions des budgets militaires, il dut compter sur les revenus de sa femme Anne-Charlotte Duperrier Dumouriez (sœur du Dumouriez de Valmy) pour vivre selon son rang et hanter les salons et antichambres, où ses relations pourraient lui faire retrouver un poste... Il fallait se rapprocher de Versailles. Payé par sa dot, il appartenait en propre à la baronne ; elle devait s'en avérer par la suite une excellente gestionnaire. Si la baronne sacrifiait quelque peu — par obligation — aux mondanités et à la mode, décorant certaines pièces avec du lambris gris et de la moire rouge pour sa chambre, son véritable souci était financier. Madame de Schomberg suivait de fort près l'entretien de son parc. Les terres agricoles du domaine étaient composées de deux fermes respectivement de 30 arpents de blé, orge, avoine et arbres fruitiers pour celle de Corbeville et de 60 arpents, dont une moitié en luzerne et trèfle pour celle de la Martinière. Quant au parc du château, il était planté de nombreux fruitiers et de quelques vignes. Les étables de Corbeville abritaient quelques chevaux, moutons et une dizaine de vaches qui apportaient une petite source de revenus et contribuait à l'alimentation de ceux qui vivaient du domaine. Quant au baron, il finit par retrouver un poste et sa solde confortable lui permettait d'envoyer quelques « mandats » à son épouse. Corbeville devint le port d'attache des Schomberg qui y vécurent ainsi avec les habitudes et le train de vie confortable que leurs moyens et leur rang permettaient jusqu'à la Révolution de 1789 .

## Corbeville sous la Révolution
À la mort du baron en 1790, son épouse gagnait la Saxe, faisant donation de ses biens à son fils Xavier qui émigrait à son tour en 1792. Déclaré « bien national », Corbeville fut placé sous séquestre. Les nouvelles autorités reconnaissaient son caractère résidentiel malgré ses quatre tourelles et ne le rangeaient pas dans la catégorie des châteaux-forts voués à la démolition. Mis aux enchères, il fut adjugé en janvier 1794 au citoyen Milon, tanneur à Saint-Germain-en-Laye. Le plan dressé pour l'adjudication fait apparaître peu de modifications par rapport à celui de 1766 : le potager s'est légèrement étendu et les charmilles sont en place... De Royale, la rigole est devenue Nationale. Une carrière de grès est indiquée près de l'extrémité ouest du domaine. Entretemps, un jardinier, le citoyen Edmé Basseporte, assurait l'entretien du domaine. Il taillait les arbres fruitiers et la vigne, ensemençait les champs de luzerne et prodiguait ses soins au potager. 

## Corbeville auXIXesiècleet auXXesiècle

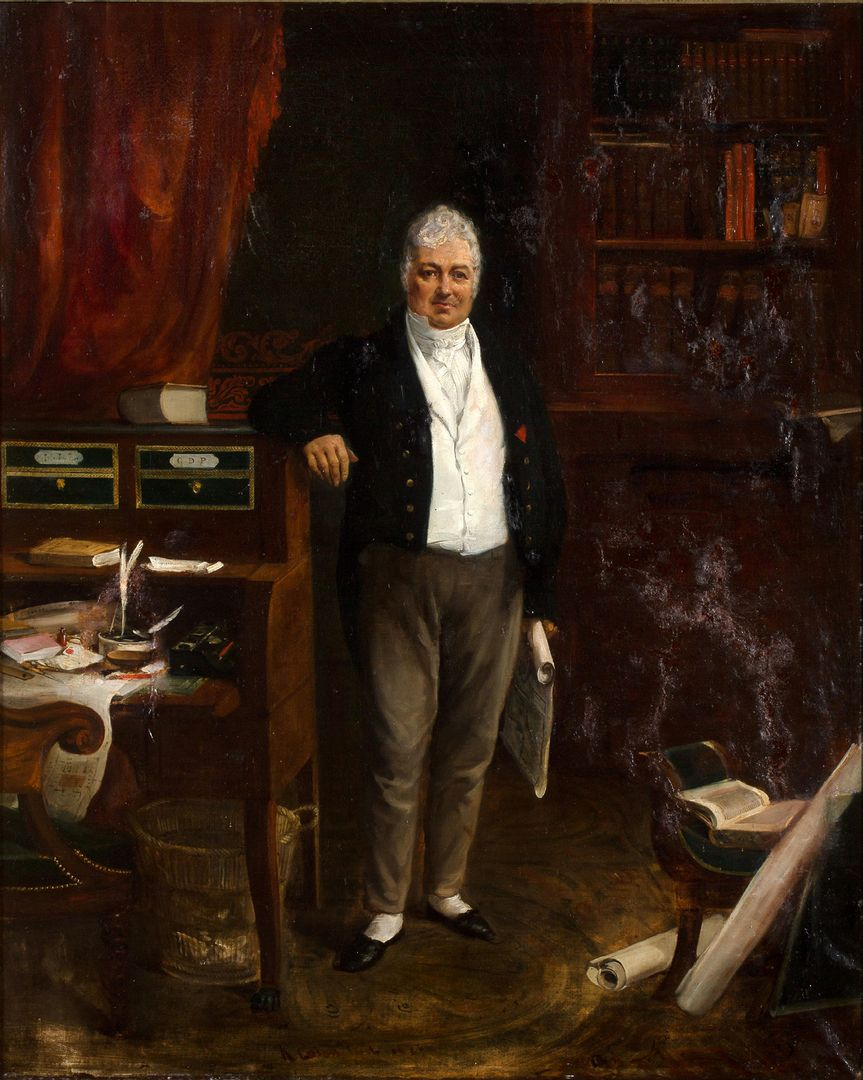
Portrait en pied d'Alexis Vavin, XIXe siècle

Après la Révolution, les propriétaires se succédèrent. Le domaine fut acheté en 1816 par M. Jean-François Henri Destors. Il devait revenir en 1843 à sa fille Hélène qui avait épousé Alexis Vavin, notaire qui deviendra député de Paris en 1839. Corbeville allait rester propriété de cette famille jusqu'à la fin du siècle : Madame Alexis Vavin y vécut jusqu'à sa mort en octobre 1897. M. Vavin, dès 1823, se chargeait de l'entretien de la propriété. Ainsi il avait fait planter d'arbres le chemin qui longe la rigole royale, au nord du domaine, chemin qu'emprunte maintenant l'une des pistes cyclables d'Orsay. Corbeville au cours de ces années, vit passer des visiteurs illustres, amis de la famille Vavin : Hippolyte Taine, Sully-Prudhomme, Lamartine... Une des œuvres de Louis Clément Faller représente la châtaigneraie.
En 1899, le domaine qui avait été mis en vente par adjudication était racheté par M. Léopold Appert, commissaire-priseur, puis M. René Appert, antiquaire, en héritait en 1923. En évoquant cette période, on doit mentionner la grande comédienne et femme de Lettres Madame Simone. L’endroit lui avait plu, et sans doute en qualité de locataire, elle emménagea au château en 1932 avec son époux, le poète et auteur dramatique François Porché. Ils y demeurèrent jusqu'en mai 1940, et M. Appert, lorsqu'il séjournait à Corbeville, occupait le « pavillon » attenant à la ferme. 
Durant la Seconde Guerre mondiale, contrairement à nombre de lieux de la région, le château ne semble pas avoir été occupé par l'armée allemande. Seul un détachement de sous-officiers y est resté en juillet 1940. Mais comme beaucoup de belles demeures, il n'a pas échappé au pillage : meubles, tableaux et autres objets ont disparu... Après la Libération, une quarantaine d'enfants juifs, dont les parents avaient été déportés, y furent accueillis par l'Œuvre de Secours à l'Enfance, l'O.S.E., qui avait loué le château.
Monsieur Appert fut le dernier propriétaire à résider à Corbeville, jusqu'en 1946 environ. Le domaine et le château allaient entrer dans l'ère industrielle.

## Corbeville et la recherche
Après la Seconde Guerre mondiale, il était nécessaire de doter rapidement la France de laboratoires et surtout d'hommes pour rattraper le retard pris dans ce domaine fondamental qu’était devenu l’électronique. En 1946, le domaine fut vendu par M. Appert à une société civile dénommée « Ferme de Corbeville » qui appartenait à la Compagnie des compteurs. Cette firme avait commencé diverses recherches, en particulier dans le domaine des tubes électroniques comme les indicateurs pour le radar. Elle installa quelques laboratoires dans le château et dans la ferme. La Science et la Technique pénétraient à Corbeville. Monsieur Dufour réalise un premier tube à mémoire. 
Vers 1955, la Compagnie Générale de Télégraphie Sans Fil (CSF) rachetait le domaine de Corbeville et allait y implanter son centre de recherches. Le château accueillit les services administratifs, la partie sud de la ferme, seule conservée, divers bureaux ; les potagers ont disparu et le parc a vu pousser un ensemble de locaux de hauteur limitée abritant les laboratoires. Les activités du Centre furent dès le début conduites en liaison avec de grands laboratoires ou instituts de recherche (Normale Sup, l'École polytechnique, CEA, CNRS, Facultés...). Ainsi Corbeville fut associé de façon étroite à la construction de l'accélérateur linéaire de la faculté d'Orsay. L’importance des travaux effectués fit rapidement connaître le centre dans les milieux scientifiques et techniques ; nombre de visiteurs de marque y sont venus dont le  physicien Alfred Kastler. Les recherches en amont portèrent à cette époque sur les télécommunications, les hyperfréquences, les tubes et les antennes, la résonance magnétique, les masers et le laser, l'acoustique, les ferrites et les semi-conducteurs. La CSF devint ensuite la Thomson-CSF. Toutes ces activités scientifiques et techniques, quittèrent les lieux vers 2005 pour s’établir à quelques centaines de mètres, sur les terrains de l’École polytechnique.
Le domaine appartient aujourd’hui à l'Établissement public d'aménagement Paris-Saclay, après son rachat à un fonds d’investissement qatari. Ce domaine fait partie du Plateau de Saclay où de nombreux projets d’aménagements sont en cours.